# Батеријска оклопњача
Батеријска оклопњача (енгл. Broadside ironclad, Broadside Battery Ship) је најранији тип оклопњаче (бојног брода) настао 1859-1860. у Француској и Великој Британији. Од 1860-1865. Велика Британија и Француска, а затим и САД, Аустроугарска и Италија граде већи број оклопњача. Главно погонско средство су и једра, а помоћно парни строј. Због бочног распореда топова, овај тип оклопњача назван је и батеријски брод.

## Развој

### Пловеће батерије
Јачањем пробојне моћи бродске артиљерије увођењем експлозивних зрна и олучних цеви средином 19. века, дотадашње дрвене плоче којима су били обложени бокови великих ратних бродова нису више пружале довољну заштиту, па се прешло, нарочито после искуства из Кримског рата (1853-1856), на заштиту бродског трупа бочним гвозденим оклопом. 
Експлозивна зрна стварала су у боковима тадашњих дрвених бродова велике, неправилне рупе, па је 1854. први пут на пловећим батеријама употребљен бочни гвоздени оклоп. На америчком броду Stevens Battery и француском Devastation дрвени оклоп дебљине 200 мм био је обложен плочама од кованог гвожђа дебљине 110 мм. На даљи развој бродског оклопа знатно је утицало искуство из Кримског рата (1853-1856), у којем су оклопљене пловеће батерије погођене и до 150 пута експлозивним и пуним зрнима без веће штете.

### Оклопњаче
Применом гвозденог оклопа и парног погона на линијском броду, повећањем депласмана и артиљеријског наоружања, линијски брод у другој половини 19. века прераста у нову врсту - бојни брод, који је до 1890. називан оклопњачом.
У тражењу најбољег решења којим би се уравнотежили захтеви наоружања и оклопне заштите, развило се у периоду 1860-1890. неколико подврста оклопњача. Прво се развила батеријска оклопњача, на којој су топови били распоређени дуж оба бока (као на дрвеним линијским бродовима и фрегатама), а бродски труп заштићен оклопним појасом у подручју водене линије по целој дужини брода (француска оклопњача La Gloire) или само 3/5 дужине брода у средини, док су крајеви остали незаштићени (британска оклопњача Warrior). Те системе оклопљавања прихватиле су и остале РМ
Пошто се при до тада највећем дозвољеном депласману (око 9.000 т) више није могла повећавати тежина оклопне заштите, у Великој Британији се прешло на казаматну оклопњачу.

## Карактеристике

### Француски систем
По пројекту Дипији де Лома, Француска је 1859. изградила први бојни брод, оклопњачу La Gloire. Дрвени бродски труп био је заштићен бочним оклопним појасом од кованог гвожђа по целој дужини брода, од горње палубе до 2 м испод водене линије. У средњем делу брода, у пределу батерије,  оклоп је дебео 120 мм, према крајевима 66 мм, а у појасу батерије, високе 1.8 м, 110 мм. Испод оклопа била је храстова подлога дебела 660 мм. Први пут су примењени топови са изолученим цевима, распоређени у батерији на средњој палуби, тако да су гађали кроз топарнице.

### Британски систем
Британска РМ је изградила 1860, оклопњачу Warrior, већу и бржу од француске, али са слабијом артиљеријом глатких цеви. Гвоздени труп био је заштићен бочним оклопним појасом дебљине 114 мм, који је прекривао само половину дужине брода (у пределу батерије, на средини брода), а према прамцу и крми затварао се попречним оклопним преградама, Оклопна заштита износила је око 15% депласмана.

### У свету
Од 1860-1865. Велика Британија и Француска, а затим и САД, Аустроугарска и Италија граде већи број оклопњача. Главно погонско средство су и једра, а помоћно парни строј. Због бочног распореда топова, овај тип оклопњача назван је и батеријски брод.
| Име                     | Држава               | Год.  | Депл. (т) | Брз. (чв.) | Погон (КС) | Димензије (м) | Димензије (м) | Димензије (м) | Наоружање     | Посада | Оклоп (мм) |
| Име                     | Држава               | Год.  | Депл. (т) | Брз. (чв.) | Погон (КС) | Дужина        | Ширина        | Газ           | Наоружање     | Посада | Оклоп (мм) |
| ----------------------- | -------------------- | ----- | --------- | ---------- | ---------- | ------------- | ------------- | ------------- | ------------- | ------ | ---------- |
| Devastation             | Француска            | 1855. | 1.625     | 2.5        | 150        | 53            | 13            | 2.6           | 16x50 фунти   | 88     | 110        |
| La Gloire               | Француска            | 1859. | 5.670     | 12.5       | 2.537      | 77            | 16            | 8.5           | 36x160        | 570    | 66-120     |
| Warrior                 | Уједињено Краљевство | 1860. | 9.150     | 14         | 5.500      | 116           | 18            | 8             | 8x203, 24x178 | 706    | 114        |
| Erzherzog Ferdinand Max | Аустроугарска        | 1866. | 3.650     | 12.5       | 2.925      | 84            | 16            | 7             | 16x48 фунти   | 511    | 87-123     |
| Re d'Italia             | Краљевина Италија    | 1863. | 5,700     | 10.5       | 1.800      | 100           | 17            | 6             | 32x160, 8x203 | 565    | 114        |